# Mary Ann Redmond
Mary Ann Redmond (* 1958 in Richmond, Virginia) ist eine US-amerikanische Sängerin, Gitarristin und Komponistin.

## Leben
Mary Ann Redmond wurde in Richmond, Virginia als jüngstes von vier Kindern geboren. Sie besuchte die konfessionell gebundene St. Elisabeth Parochial School. Redmond studierte an der Virginia Commonwealth University Gesang und spielte nebenbei in der Jack Diamond Band. Als ihre Karriere voranschritt, verließ sie die Universität und widmete sich ganz der Musik. Sie sang in verschiedenen Bands und widmete sich neben der Popmusik auch dem Jazz und dem Blues.
Mitte der 1990er nahm Redmond mit dem Saxophonisten Al Williams ihr erstes Album Prisoner of the Heart auf, dass 2002 in einem Remix noch einmal in die Plattenläden kam. Um diese Zeit erhielt Redmond einen Plattenvertrag bei Motown. In einem Interview (vgl.: 'all about jazz', 2003) mit Judith Schlesinger nahm sie dazu Stellung: Die Zusammenarbeit wurde initiiert durch Steve Mc Keever, der Mary Ann Redmond bei einer Live-Performance sah und in Verbindung mit David Sonnenberg von Goth Communications für Motown den Deal, drei Stücke aufzunehmen und zu promoten, machte. Mc Keever wurde aber durch Motown-interne Differenzen schließlich ausgehebelt. Daraufhin gründete Redmond ihr eigenes Plattenlabel, Spellbound Music. Dort erschienen bisher alle Werke Redmonds bis auf Here I Am.
1995 stellte Mary Ann Redmond eine eigene Band zusammen und spielte hauptsächlich in Washingtoner Clubs und auf privaten Partys. Redmond sang u. a. auf dem Georgetown benefit für ihre an Krebs erkrankte Freundin Eva Cassidy. Nach Cassidys Tod im Jahr 1996 schnitt Redmond ihren Gesang in Cassidys Lied Hear und machte aus dem Lied ein Duett, dass bei Fans beider Frauen sehr begehrt ist. Nach einem Treffen mit Jon Carroll, einem Bandmitglied von Mary Chapin Carpenter, produzierte Carroll die CD Here I am. Ein weiteres Bandmitglied, John Jennings produzierte die 2005 veröffentlichte CD Send the Moon. Redmond trat außerdem 1999 bei einer Show für die US-Army-Soldaten in Bosnien auf. Auch als Autorin trat Mary Ann Redmond bereits in Erscheinung: In der Washington Post (Dec/13/2001) publizierte sie „Life Is Short: Autobiography as Haiku“.

## Auszeichnungen
- 16 Washington Area Music Awards

## Diskografie
- 1994: Prisoner of the Heart
- 1997: Live
- 2000: Here I Am
- 2002: Prisoner of the Heart (Wiederveröffentlichung, Remix-Version)
- 2005: Send the Moon